# Astor cuallarg
L'astor cuallarg (Urotriorchis macrourus) és un ocell de la família dels accipítrids (Accipitridae) i única espècie del gènere Urotriorchis. Habita la selva humida d'Àfrica central i Occidental, des de Sierra Leone i Libèria, cap a l'est fins a l'oest d'Uganda i cap al sud fins al nord d'Angola. El seu estat de conservació es considera de risc mínim.